# 1. Dessauer PBC
Der 1. Dessauer Pool-Billard-Club e.V. (kurz: 1. Dessauer PBC, auch 1. PBC Dessau) ist ein 1993 gegründeter Billardverein aus Dessau-Roßlau in Sachsen-Anhalt. Er gewann 2001 den deutschen Mannschaftspokal und wurde 2002 deutscher Meister im Poolbillard.

## Geschichte
Der 1. Dessauer PBC wurde am 17. November 1993 gegründet. Die erste Mannschaft des Vereins stieg in der Saison 1999/2000 in die 2. Bundesliga und ein Jahr später in die 1. Bundesliga auf. In ihrer ersten Bundesligasaison, 2001/02, wurde die Mannschaft um Ralf Souquet, Thomas Engert, Andreas Roschkowsky und Christian Reimering deutscher Meister und gewann den deutschen Mannschaftspokal. Da zur darauffolgenden Saison zahlreiche Spieler den Verein verließen, wurde die Bundesligamannschaft abgemeldet und die erste Mannschaft spielte fortan in der Regionalliga. Bis 2005 stieg der Verein daraufhin bis in die Verbandsliga ab. In der Saison 2007/08 stieg er wieder in die Oberliga auf. Am Jahresanfang 2009 zog der Dessauer PBC wieder in das You52, nachdem er zwischenzeitlich im ML gespielt hatte. Nachdem 2011 als Zweitplatzierter der Oberliga nur knapp der Aufstieg in die Regionalliga verpasst wurde, folgte 2012 der vierte Platz und in der Saison 2012/13 mit dem sechsten Platz der Abstieg in die Verbandsliga. Dort wurde man 2014 Vierter und schaffte in der Saison 2014/15 als Fünftplatzierter, zwei Punkte vor Absteiger Altmark Salzwedel 2, nur knapp den Klassenerhalt.

### Platzierungen seit 2010
| Saison  | Liga (Spielklasse) | Platz |
| ------- | ------------------ | ----- |
| 2010/11 | Oberliga (4)       | 2.    |
| 2011/12 | Oberliga (4)       | 4.    |
| 2012/13 | Oberliga (4)       | 6.    |
| 2013/14 | Verbandsliga (5)   | 4.    |
| 2014/15 | Verbandsliga (5)   | 5.    |
| 2015/16 | Verbandsliga (5)   |       |